# Kościół św. Karola Boromeusza w Lubaczowie
Kościół świętego Karola Boromeusza w Lubaczowie – rzymskokatolicki kościół parafialny należący do parafii pod tym samym wezwaniem (dekanat Lubaczów diecezji zamojsko-lubaczowskiej).
W 1994 roku rozpoczęły się przygotowania do budowy nowej świątyni. 17 kwietnia 1995 roku biskup zamojsko-lubaczowski Jan Śrutwa dokonał poświęcenia krzyża na placu przyszłej budowy zlokalizowanej przy ulicy Abpa Eugeniusza Baziaka. Od tej pory rozpoczęte zostały prace przy budowie świątyni. 14 września 1997 roku w uroczystość Podwyższenia Krzyża Świętego, wspomniany wyżej biskup Jan Śrutwa poświęcił i wmurował kamień węgielny. W 1998 roku po trzech latach wytężonych prac budowlanych rozpoczęto prace wykończeniowe. 1 czerwca 1998 roku o godzinie 18.00 z kościoła św. Mikołaja wyruszyła procesja z krzyżem i Najświętszym Sakramentem do nowego kościoła. W siódmą rocznicę pobytu papieża Jana Pawła II na ziemi lubaczowskiej, rozpoczęła funkcjonowanie świątynia pod wezwaniem św. Karola Boromeusza, uznana powszechnie za swoisty pomnik, wotum za dar nawiedzenia Lubaczowa przez Ojca Świętego.
Uroczystość poświęcenia świątyni odbyła się 2 czerwca 1999 roku, w tym też roku Ojciec Święty nawiedził Zamość, stolicę diecezji. Kościół został konsekrowany przez biskupa Mariusza Leszczyńskiego. 2 czerwca 2006 roku odbyła się uroczystość odsłonięcia i poświęcenia pomnika Jana Pawła II, który został ustawiony na schodach świątyni. W uroczystości wziął udział kardynał Marian Jaworski, metropolita lwowski.